# イ・スグァン
イ・スグァン（이수광、李秀光、1954年 - ）は。韓国の小説家、推理作家。韓国推理作家協会会長（2009年7月現在）。

## 来歴
忠清北道堤川出身。1983年、韓国の日刊紙「中央日報」が主催する新春文芸（ko）に「風よ、魂よ」が入選しデビューした。1984年、三星美術文化財団道義文学著作賞小説部門受賞。1995年、『死者の顔』で韓国推理作家協会主催の韓国推理文学賞大賞を受賞した。

## 主な作品

### 邦訳作品
単行本
- シルミド 裏切りの実尾島 （2004年5月 ハヤカワ文庫NV、翻訳：米津篤八）

短編
- その夜は長かった （『ミステリマガジン』2000年10月号、早川書房） - 作者名は「李秀光（イ・スゴァン）」と表記されている
- 月夜の物語 （『コリアン・ミステリ 韓国推理小説傑作選』、2002年5月 バベル・プレス）

漫画の文
- 太王広開土 韓国史上最も偉大な王の物語 （2008年5月 発行：現文メディア、発売：マガジンランド、漫画化：ドリーム・アイ） - 歴史漫画

### 原書
小説
- 소설 열국지（小説列国志）シリーズ全10巻
- 왕과 나, 김처선 （王と私、キム・チョソン） - 2007年8月 ISBN 9788957515280

漫画の文
- 태왕광개토（太王広開土）全2巻 - 2007年9月 ISBN 9788992751315、ISBN 9788992751322

監修
- 만화로 읽는 삼국유사（漫画で読む三国遺事）シリーズ全10巻
- 만화로 읽는 삼국사기（漫画で読む三国史記）シリーズ全10巻